# Герб Бежецька
Герб муніципального утворення «Міське поселення — місто Бежецьк» Бежецького району Тверськой області» Російської Федерації
Герб затверджено Рішенням № 37 Ради депутатів міського поселення «місто Бежецька»
Бежецкого району Тверської області 24 жовтня 2006 року.
Герб підлягає внесенню до Державного геральдичного реєстру Російської Федерації.

## Опис герба
У срібному полі на зеленому пагорбі із золотою вершиною, зелений кущ малини з вісьмома червленими ягодами.

## Обґрунтування символіки
Обґрунтування символіки герба міста Бежецка: Історичний герб, складений та затверджений 10 жовтня 1780 року.

## Історія герба
Історичний герб міста Бежецка був Височайше затверджений 10 жовтня 1780 року імператрицею Катериною II разом з іншими гербами міст Тверського намісництва. (ПСЗРИ, 1780, Закон № 15073)..
Герб Бежецька, був складений у департаменті Герольдії при Сенаті під керівництвом герольдмейстера, дійсного статського радника А. А. Волкова.

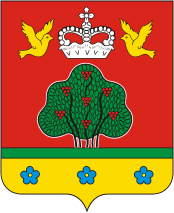
Герб Бежецкого району (1999 рік)

В 1862 році, в період геральдичної реформи Кене, був розроблений проект нового герба повітового міста Бежецка (офіційно не затверджений):
«У срібному щиті 3 зелені гілки малини з червленими ягодами в стовп. У вільній частині герб Тверської губернії. Щит увінчаний срібною стенчатой короною і оточений золотими колосками, з'єднаними Олександрівською стрічкою».
У радянський період герб Бежецька (1780 року) не використовувався, але випускалися сувенірні значки з зображенням нового проекту герба Бежецька (офіційного затвердження не мав), який виглядав так: на зеленому полі вінок з блакитних квіток льону в центрі якого на червоному полі золота шестерня, в золотий частині напис «Бежецька» і дата «1137» (дата першої згадки Бежецкого краю в Новгородських літописах).
27 липня 1999 року був затверджений герб Бежецького району, розроблений на основі історичного герба Бежецька і проекту герба радянського періоду. В гербі району кущ малини і квітки льону доповнені князівською короною і двома голубами. Княжа корона нагадує про удільне княжіння в Бежецкому Верху, а голуби — про птаха, що карбувався тут давніх монетах.
24 жовтня 2006 року було затверджено герб міського поселення «місто Бежецька», на основі історичного герба Бежецька (1780 року).
Герб міського поселення «місто Бежецька» був складений авторським колективом: художник і комп'ютерний дизайн — О. В. Анісімова, обґрунтування символіки — В. І. Лавренов.